# Палау на Светском првенству у атлетици у дворани 2006.
Палау је учествовао на 11. Светском првенству у атлетици у дворани 2006. одржаном у Москви од 10. до 12. марта. Репрезентацију Палауа на његовом другом учешћу на светским првенствима у дворани представљао је један атлетичар који се такмичио у трци на 400 метара.
Представник Палауа није освојио ниједну медаљу али је оборио национални рекорд.

## Учесници
Мушкарци:
- Николас Манхам — 400 м

## Резултати

### Мушкарци
| Атлетичар      | Дисциплина | Лични рекорд | Квалификација | Квалификација | Полуфинале           | Полуфинале           | Финале               | Финале       | Детаљи |
| Атлетичар      | Дисциплина | Лични рекорд | Резултат      | Место         | Резултат             | Место                | Резултат             | Место        | Детаљи |
| -------------- | ---------- | ------------ | ------------- | ------------- | -------------------- | -------------------- | -------------------- | ------------ | ------ |
| Николас Манхам | 400 м      |              | 54,80 НР      | 5. у гр. 5    | Није се квалификовао | Није се квалификовао | Није се квалификовао | 25 / 25 (61) |        |